# Trafic des êtres humains au Bénin
Le Bénin est un pays d'origine et de transit pour les enfants soumis à la traite des personnes, plus précisément à des conditions de travail forcé et de prostitution forcée. Jusqu'à récemment, les analystes considéraient également le Bénin comme un pays de destination pour les enfants étrangers amenés dans le pays et soumis au travail forcé, mais de nouvelles informations provenant de sources gouvernementales et non gouvernementales indiquent que le nombre total de ces enfants n'est pas significatif. La majorité des victimes sont des filles soumises à la servitude domestique ou au commerce du sexe à Cotonou, la capitale administrative. Certains garçons sont forcés de travailler dans des fermes, de travailler dans la construction, de produire des objets d'artisanat ou de vendre des articles dans la rue. De nombreux trafiquants sont des parents ou des connaissances de leurs victimes, exploitant le système traditionnel du vidomègon. Traduit par enfant placé, c'est un système dans lequel les parents envoient leurs enfants vivre et travailler auprès des parents plus riches, généralement dans les zones urbaines. Selon certains rapports, certains touristes visitant le parc national de la Pendjari, dans le nord du Bénin, exploitent des jeunes filles mineures à des fins de prostitution, dont certaines pourraient être des victimes de la traite. Les enfants béninois recrutés à des fins d'exploitation par le travail forcé à l'étranger sont principalement destinés au Nigeria et au Gabon. Mais, certains vont également en Côte d'Ivoire et dans d'autres pays africains, où ils peuvent être forcés à travailler dans des mines, des carrières ou dans le secteur du cacao.
Depuis des années, plusieurs conventions internationales apparues et ratifiées par la majorité des pays africains, prohibent le trafic des enfants. Parmi celles qui font référence au travail forcé et au trafic, il y a la convention no 29 de l’organisation internationale de travail (OIT) sur le travail forcé de 1930, la Convention supplémentaire sur l’abolition de l’esclavage, les institutions et les pratiques similaires à l’esclavage de 1956, la convention relative aux droits de l’enfant de 1989 notamment son article 35, la charte africaine des droits et du bien-être de l’enfant (Articles 24 et 29), et la convention no 182 de l’OIT relative aux pires formes de travail des enfants de 1999.
Le gouvernement du Bénin ne se conforme pas entièrement aux normes minimales pour l'élimination de la traite des êtres humains. Toutefois, malgré des ressources limitées, on note quelques efforts significatifs pour y parvenir. Au cours de l'année dernière, le gouvernement a pris des mesures pour accélérer les poursuites contre les auteurs de la traite et augmenter le nombre d'activités de protection et de prévention. Dans le but de prévenir la traite des êtres humains, il a promulgué trois décrets réglementant les mouvements d'enfants à l'entrée et à la sortie du Bénin et a poursuivi ses efforts à l'échelle du pays pour enregistrer les naissances et délivrer des certificats de naissance à tous les citoyens. Cependant, le gouvernement n'a pas recueilli et mis à la disposition de ses citoyens et de ses partenaires des données précises sur l'application de la loi en matière de traite des êtres humains. En outre, il n'a pas donné à ses fonctionnaires une formation spécialisée sur la manière de reconnaître, d'enquêter et de poursuivre les cas de traite.
Le Bureau du département d'État américain chargé de surveiller et de combattre la traite des personnes a placé le pays dans la "liste de surveillance de niveau 2" en 2017 et se trouve actuellement dans le "niveau 2".

## Poursuite
Le gouvernement a poursuivi ses efforts pour traduire en justice les auteurs de la traite au cours de la période considérée. Sur le plan législatif, il n'interdit pas toutes les formes de traite. En revanche, la loi de 2006 relative au transport des mineurs et à la répression de la traite des enfants criminalise toutes les formes de traite des enfants et prévoit des peines pouvant aller jusqu'à 20 ans d'emprisonnement. Ces peines sont suffisamment sévères et dépassent celles prévues pour le viol. La loi sur la traite des enfants https://sgg.gouv.bj/doc/decret-2005-469/download ne couvre pas les adultes, bien que les lois existantes contre l'enlèvement et l'exploitation du travail offrent une certaine protection aux personnes âgées de plus de 18 ans. Le ministère de la Justice, de la Législation et des Droits de l'homme a indiqué que les huit tribunaux du Bénin ont traité un total de 200 cas de trafic d'enfants et de délits connexes, y compris l'enlèvement d'enfants et la corruption d'enfants. À la fin de la période couverte par le rapport, 155 affaires étaient en instance, cinq avaient été rejetées et 40 avaient abouti à des condamnations. Le gouvernement n'a pas précisé lesquelles de ces affaires concernaient la traite d'enfants et n'a pas fourni d'informations sur les peines infligées aux trafiquants condamnés. La Brigade de Protection des Mineurs (BPM) a traité 58 cas de trafic d'enfants ou de déplacement illégal d'enfants hors du pays sans autorisation parentale, amenant 17 auteurs devant le tribunal de Cotonou pour une enquête plus approfondie et des poursuites. Les gendarmes du village de Porga ont arrêté des trafiquants présumés qui tentaient de traverser la frontière entre le Bénin et le Burkina Faso en direction de la Côte d'Ivoire avec cinq enfants en avril 2009. Les auteurs ont été livrés au tribunal de Natitingou. Une fois encore, il n'y a pas eu d'informations sur l'issue de l'affaire Porga, ni de données sur les affaires traitées par d'autres services de police. Il n'y a pas eu non plus de preuves de la complicité de fonctionnaires du gouvernement béninois dans des délits de trafic. Bien que les membres supérieurs de la police aient reçu une formation sur les questions de traite des enfants dans le cadre de leur formation à l'académie de police, les autres fonctionnaires n'ont pas été formés pour reconnaître, enquêter et poursuivre les infractions de traite.

## Protection
Quatre ministères du gouvernement et plusieurs donateurs internationaux et ONG ont utilisé efficacement leurs partenariats pour élargir la capacité du Bénin à aider, rapatrier et réintégrer les victimes de la traite en 2009. La BPM a déclaré avoir secouru 266 victimes de la traite alors qu'elles étaient transportées vers et depuis le Nigeria, le Gabon, la Côte d'Ivoire, le Mali et le Togo ; ces sauvetages sont le fruit de partenariats avec les autorités de ces pays. Ce chiffre représente une augmentation de 22 sauvetages supplémentaires par rapport à l'année précédente. En outre, en collaboration avec l'UNICEF et les autorités gabonaises, le gouvernement a rapatrié 28 enfants béninois, dont certains pouvaient être des victimes de la traite, sauvés d'un bateau transportant des migrants clandestins au large des côtes du Gabon. Dans la plupart des cas, la BPM a pris en charge les victimes une fois au Bénin et, après un entretien visant à confirmer leur statut de victimes de la traite, elle les a généralement dirigées vers un réseau d'abris à long terme des ONG. La BPM détient les victimes récupérées dans un grand centre d'hébergement de transit construit par le gouvernement à cotonou, dont le personnel est composé de sept membres d'ONG, jusqu'à ce que les victimes soient transférées dans un centre d'hébergement d'ONG pour leur réintégration. En 2009, le refuge de la BPM a accueilli 941 enfants, dont beaucoup étaient des victimes de la traite, et leur a offert une assistance juridique, médicale et psychologique. Le ministère de la famille et de la solidarité nationale a travaillé avec les ONG pour réunir les enfants avec leurs familles. Aucun enfant ne retourne dans sa communauté d'origine tant qu'il n'existe pas de point de réinsertion adéquat, tel qu'une école, un centre professionnel ou un apprentissage. Le Bénin a étendu l'accès de ces enfants au réseau national des centres de promotion sociale, qui fournissent des services sociaux de base dans chacune des 77 communes du pays. Les victimes étrangères de la traite des êtres humains ont reçu une assistance du gouvernement par le biais du BPM et des centres de promotion sociale avant leur rapatriement. Selon une ONG qui dirige le rapatriement et l'hébergement des victimes béninoises des carrières d'Abeokuta au Nigeria, le ministère béninois de la Famille, la BPM et le consulat du Bénin au Nigeria ont rapatrié 20 victimes de la traite entre août et décembre 2009. Le BPM et le bureau de suivi de la famille et de l'enfant du ministère de la famille ont tous deux créé des bases de données opérationnelles sur la traite des enfants au cours de l'année, mais aucun d'entre eux n'a fourni de données sur les victimes de la traite pendant la période considérée. Les fonctionnaires ont encouragé les victimes à participer à l'enquête sur les trafiquants, mais ont empêché les enfants de prendre part au procès, sauf si un juge l'exigeait. Les victimes n'ont pas été incarcérées ou condamnées à des amendes de manière inappropriée pour des actes illégaux commis en conséquence directe de la traite, mais le gouvernement ne disposait pas d'un mécanisme de dépistage des victimes de la traite parmi les populations de femmes et d'enfants qui se prostituent.

## Prévention
Grâce à des partenariats avec des agences locales et internationales, le Bénin a apporté un soutien partiel à plusieurs nouveaux programmes visant à prévenir la traite des enfants. En 2009, le ministère de la famille, avec le soutien de donateurs étrangers, a créé 142 nouveaux comités locaux pour permettre la surveillance communautaire au Bénin et le long de la frontière Bénin-Nigeria. La BPM, les agents d'immigration et les gendarmes se sont installés aux postes frontaliers internationaux pour contrôler les voyageurs et surveiller le transport des enfants. Ces observateurs se sont appuyés sur les dénonciateurs communautaires pour les alerter sur les cas suspects. En outre, le gouvernement a achevé plus tôt que prévu son plan national 2008-2012 de lutte contre la traite et le travail des enfants. En 2009 également, il s'est associé à des partenaires étrangers pour mettre en œuvre un deuxième projet de lutte contre la traite des enfants visant à améliorer les conditions de vie et à faire progresser le respect des droits des enfants, s'attaquant ainsi aux principales causes structurelles du problème de la traite au Bénin. En partenariat avec l'UNICEF et une grande banque régionale, il a lancé une campagne de sensibilisation de sept jours contre le tourisme sexuel impliquant des enfants. Le gouvernement a dispensé une formation aux troupes béninoises sur les questions de trafic et d'exploitation des enfants avant leur déploiement à l'étranger dans le cadre de missions internationales de maintien de la paix.